# Tour dei British and Irish Lions 1962
I British and Irish Lions, selezione delle Isole Britanniche di "rugby a 15" nel 1962 si recarono in Africa per un tour in cui sfideranno gli Springboks sudafricani. Chiuderanno il tour con un pareggio e tre sconfitte nei test match.
In totale 25 partite con 16 vittorie, 4 pareggi e 5 sconfitte.
Capitano era lo scozzese Arthur Smith.

## Risultati
| Bulawayo 26 maggio 1962 | Rhodesia | 9 – 38 | Isole Britanniche XV |  |

| Kimberley (Sudafrica) 31 maggio 1962 | Griqualand West | 8 – 8 | Isole Britanniche XV |  |

| Potchefstroom 2 gennaio 1962 | Western Transvaal | 6 – 11 | Isole Britanniche XV |  |

| Città del Capo 6 gennaio 1962 | Southern University | 11 – 14 | Isole Britanniche XV |  |

| Wellington 9 gennaio 1962 | Boland | 8 – 25 | Isole Britanniche XV |  |

| Windhoeck 12 gennaio 1962 | Africa del Sud Ovest | 6 – 14 | Isole Britanniche XV |  |

| Pretoria 16 gennaio 1962 | Northern Transvaal | 14 – 6 | Isole Britanniche XV |  |

| Arbitro: | Erdam Albert Strasheim |

| |            | |
| mete: Gainsford | Marcatori  | mete: DK Jones |
| 15.Lionel Wilson, 14.Mannetjie Roux, 13.John Gainsford, 12.Wang Wyness, 11.Ormy Taylor, 10.Keith Oxlee, 9.Piet Uys, 8.Doug Hopwood, 7.Frik du Preez, 6.Hugo van Zyl, 5.Johan Claassen (c), 4.Avril Malan, 3.Mof Myburgh, 2.Abie Malan, 1.Fanie Kuhn | Formazioni | 15.John Willcox, 14.Arthur Smith (c), 13.Ken Jones, 12.Mike Weston, 11.Niall Brophy, 10.Gordon Waddell, 9.Dickie Jeeps, 8.Mike Campbell-Lamerton, 7.Alun Pask, 6.Budge Rogers, 5.Keith Rowlands, 4.Bill Mulcahy, 3.Kingsley Jones, 2.Bryn Meredith, 1.Syd Millar |

| Durban 27 gennaio 1962 | Natal | 3 – 13 | Isole Britanniche XV |  |

| Port Elisabeth 30 gennaio 1962 | Eastern Province | 6 – 21 | Isole Britanniche XV |  |

| Bloemfontein 4 luglio 1962 | Orange Free State | 14 – 14 | Isole Britanniche XV |  |

| Pretoria 7 luglio 1962 | Junior Springboks | 11 – 16 | Isole Britanniche XV |  |

| Potchefstroom 11 luglio 1962 | Combined Services | 6 – 20 | Isole Britanniche XV |  |

| Città del Capo 14 luglio 1962 | Western Province | 13 – 21 | Isole Britanniche XV |  |

| Oudtshoorn 17 luglio 1962 | South Western districts | 3 – 11 | Isole Britanniche XV |  |

| Arbitro: | Erdam Albert Strasheim |

| |            | |
| c.p.: Oxlee | Marcatori  | |
| 15.Lionel Wilson, 14.Jannie Engelbrecht, 13.John Gainsford, 12.Wang Wyness, 11.Mannetjie Roux, 10.Keith Oxlee, 9.Dawie de Villiers, 8.Doug Hopwood, 7.Hannes Botha, 6.Louis Schmidt, 5.Johan Claassen (c), 4.Frik du Preez, 3.Chris Bezuidenhout, 2.Abie Malan, 1.Fanie Kuhn | Formazioni | 15.John Willcox, 14.Arthur Smith (c), 13.Ken Jones, 12.Mike Weston, 11.Dewi Bebb, 10.Gordon Waddell, 9.Dickie Jeeps, 8.Mike Campbell-Lamerton, 7.Haydn Morgan, 6.Alun Pask, 5.Keith Rowlands, 4.Bill Mulcahy, 3.Kingsley Jones, 2.Bryn Meredith, 1.Syd Millar |

| Springs 25 luglio 1962 | Northern Universities | 6 – 6 | Isole Britanniche XV |  |

| Johannesburg 28 luglio 1962 | Transvaal | 3 – 24 | Isole Britanniche XV |  |

| Arbitro: | Erdam Albert Strasheim |

| |            | |
| mete: Oxlee trasf.: Oxlee c.p.: Oxlee | Marcatori  | Drop: Sharp |
| 15.Jannie Engelbrecht, 14.John Gainsford, 13.Wang Wyness, 12.Mannetjie Roux, 11.Keith Oxlee, 10.Dawie de Villiers, 9.Fanie Kuhn, 8.Team, 7.Doug Hopwood, 6.Hannes Botha, 5.Hugo van Zyl, 4.Johan Claassen (c), 3.Frik du Preez, 2.Chris Bezuidenhout, 1.Abie Malan | Formazioni | 14.Arthur Smith (c), 13.Ken Jones, 12.Mike Weston, 11.Dewi Bebb, 10.Richard Sharp, 9.Dickie Jeeps, 1.Syd Millar, 8.Mike Campbell-Lamerton, 8.Mike Campbell-Lamerton, 7.Haydn Morgan, 6.Alun Pask, 5.Willie-John McBride, 4.Bill Mulcahy, 3.Kingsley Jones, 2.Bryn Meredith |

| Città del Capo 8 agosto 1962 | North Eastern Districts | 8 – 34 | Isole Britanniche XV |  |

| Burgersdorp 11 agosto 1962 | Border | 0 – 5 | Isole Britanniche XV |  |

| Port Elisabeth 15 agosto 1962 | Central University | 6 – 14 | Isole Britanniche XV |  |

| Springs 18 agosto 1962 | Eastern Transvaal | 19 – 16 | Isole Britanniche XV |  |

| Arbitro: | Pieter Myburgh |

| |            | |
| mete: Claassen Gainsford, Roux 2 van Zyl, Wyness trasf.: Oxlee 5 c.p.: Oxlee 2 | Marcatori  | mete: Campbell-Lamerton Cowan, Rowlands trasf.: Willcox c.p.: Willcox |
| 15.Lionel Wilson, 14.Jannie Engelbrecht, 13.John Gainsford, 12.Wang Wyness, 11.Mannetjie Roux, 10.Keith Oxlee, 9.Piet Uys, 8.Doug Hopwood, 7.Hannes Botha, 6.Hugo van Zyl, 5.Johan Claassen (c), 4.Frik du Preez, 3.Chris Bezuidenhout, 2.Ronnie Hill, 1.Fanie Kuhn | Formazioni | 15.John Willcox, 14.Ron Cowan, 13.Mike Weston, 12.Dave Hewitt, 11.Niall Brophy, 10.Richard Sharp, 9.Dickie Jeeps (c), 8.Mike Campbell-Lamerton, 7.Budge Rogers, 6.Bill Mulcahy, 5.Willie-John McBride, 4.Keith Rowlands, 3.Kingsley Jones, 2.Bryn Meredith, 1.Syd Millar |

| Nairobi 28 agosto 1962 | Africa Orientale | 0 – 50 | Isole Britanniche XV |  |